# Bá quốc Brandenburg
Phiên bá quốc Brandenburg (tiếng Đức: Markgrafschaft Brandenburg), hay Bá quốc Brandenburg, là một Thân vương quốc lớn và quan trọng của Đế quốc La Mã Thần thánh từ năm 1157 cho đến khi đế chế này bị tan rã vào năm 1806. Phiên quốc Brandenburg và gia tộc Hohenzollern đã đóng một vai trò quan trọng trong lịch sử của Đức và Trung Âu.
Brandenburg vốn là lãnh thổ cư trú của người Slav thuộc vùng phiên quốc phương Bắc. Thông qua các cuộc hôn nhân, các bá tước Brandenburg dần được nâng lên địa vị Tuyển đế hầu bởi Sắc chỉ Vàng vào năm 1356, có quyền bầu chọn Hoàng đế La Mã Thần thánh. Vì vậy Bá tước Brandenburg còn được gọi là Tuyển hầu xứ Brandenburg.
Nhà Hohenzollern chính thức cai trị Brandenburg vào năm 1415, đến năm 1417, Friedrich I, Tuyển hầu xứ Brandenburg chuyển thủ phủ của bá quốc từ Brandenburg an der Havel đến Berlin. Dưới sự cai trị của nhà Hohenzollern, Brandenberg đã phát triển nhanh chóng về quyền lực và lãnh thổ trong suốt thế kỷ XVII và thừa kế thêm Công quốc Phổ khiến cho lãnh thổ của nó trở nên rộng lớn. Brandenburg-Phổ là tiền thân của Vương quốc Phổ, là một nhà nước hùng mạnh của Đức trong thế kỷ XVIII. Mặc dù tước hiệu cao nhất của các Tuyển hầu nhà Hohenzollern là "Vua của Phổ", nhưng trung tâm quyền lực của họ vẫn được đặt tại Brandenburg và thủ đô Berlin.
Bá quốc Brandenburg chấm dứt tồn tại sau khi Đế quốc La Mã Thần thánh bị giải thể vào năm 1806. Sau Chiến tranh Napoleon, lãnh thổ bá quốc Brandenburg cũ chuyển thành tỉnh Brandenburg thuộc Vương quốc Phổ vào năm 1815. Không lâu sau đó, vương quốc Phổ của nhà Hohenzollern thống nhất Đức và thành lập ra Đế quốc Đức trong năm 1871. Ngai hoàng đế của Đế quốc thuộc về nhà Hohenzollern với tước vị Quốc vương Phổ cho đến khi Đế chế này sụp đổ vào năm 1918.

## Địa lý
Lãnh thổ của Phiên địa bá quốc cũ, thường được gọi là Mark Brandenburg, nằm ở miền Đông nước Đức và miền Tây Ba Lan ngày nay. Về mặt địa lý, nó bao gồm phần lớn các bang Brandenburg và Berlin ngày nay của Đức, Altmark (một phần ba phía Bắc của Sachsen-Anhalt), và Neumark (hiện được phân chia giữa các đơn vị hành chính Lubusz và Tây Pomeranian của Ba Lan). Các phần của bang Brandenburg ngày nay, chẳng hạn như Hạ Lusatia và lãnh thổ từng là Sachsen cho đến năm 1815, không phải là một phần của Mark. Nói một cách thông dụng, nhưng không chính xác, bang Brandenburg của Liên bang Đức đôi khi được xác định là Mark hoặc Mark Brandenburg.
Khu vực này được hình thành trong Kỷ băng hà và được đặc trưng bởi các dãy núi, thung lũng băng và nhiều hồ. Lãnh thổ được gọi là Mark hoặc March vì nó là một bá quốc biên giới của Đế chế La Mã Thần thánh (xem thêm Bá quốc Meissen). Mark được xác định bởi hai vùng cao và hai vùng lõm. Các vùng trũng được bồi đắp bởi các sông và chuỗi hồ với đầm lầy và đất lầy dọc theo bờ biển; từng được sử dụng để thu gom than bùn, các bờ sông bây giờ hầu hết đã cạn và khô.
Vùng cao phía Bắc hoặc Vùng cao Baltic của Cao nguyên Hồ Mecklenburg chỉ có những phần mở rộng nhỏ vào Brandenburg. Dải đồi dài khoảng 230 km ở phía Nam của Mark bắt đầu từ Cao nguyên Lusatia (gần Żary (Sorau)) và tiếp tục qua Trzebiel (Triebel) và Spremberg, sau đó về phía Tây Bắc qua Calau, và kết thúc ở vùng Fläming trống trải và khô cằn. Vùng lõm phía Nam thường ở phía Bắc của rặng núi này và xuất hiện nổi bật trong Spreewald (giữa Baruth/Mark và Plaue an der Havel). Vùng trũng phía Bắc, nằm gần như trực tiếp về phía Nam của Vùng cao Baltic, được xác định bởi các vùng đất thấp của sông Noteć và Warta, sông Oderbruch, thung lũng Finow, đồng hoang Havelland và sông Oder.

## Lịch sử

### Bắc March

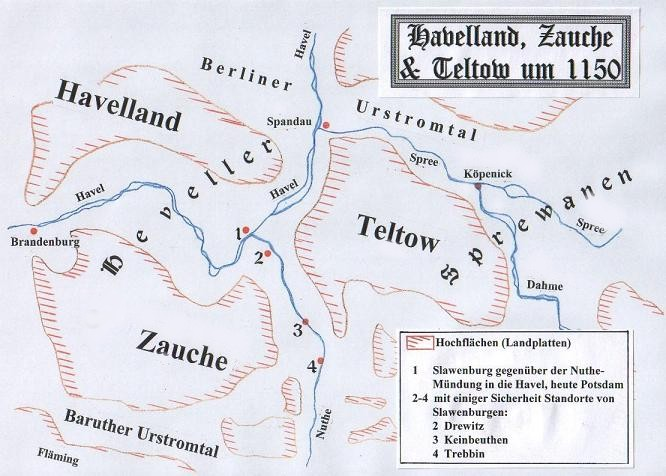
Lãnh thổ của người Slav tiền Brandenburg, k. 1150.

Vào thế kỷ thứ VIII, những Người Slav Wends, chẳng hạn như các bộ lạc Sprewane và Hevelli (Havolane hoặc Stodorans), bắt đầu di chuyển vào khu vực Brandenburg. Họ kết hôn với người Sachsen và người Bohemia.
Các Giáo phận Brandenburg và Havelberg được thành lập vào đầu thế kỷ thứ X (lần lượt vào năm 928 và 948). Người đứng đầu là Tổng giám mục Mainz; Tòa Giám mục của Brandenburg vươn tới Biển Baltic.
Vua Heinrich Người săn chim bắt đầu cai trị vùng này vào năm 928–929, cho phép Hoàng đế Otto I lập ra Phiên quốc phương Bắc dưới thời bá tước Gero I vào năm 936 trong thời kỳ Ostsiedlung của Đức. Tuy nhiên, phiên quốc và các giáo phận đã bị lật đổ bởi một cuộc nổi dậy của người Slav vào năm 983; cho đến khi liên minh Liutizian sụp đổ vào giữa thế kỷ XI, chính quyền Đế chế La Mã Thần thánh thông qua các giám mục và các phiên hầu đã gần như bế tắc trong khoảng 150 năm, mặc dù giáo phận vẫn được giữ lại.
Vương công Pribislav xứ Hevelli lên nắm quyền tại lâu đài Brenna (Brandenburg an der Havel) vào năm 1127. Trong thời kỳ trị vì của Pribislav, trong đó ông đã vun đắp mối quan hệ chặt chẽ với giới quý tộc Đức, người Đức đã thành công trong việc ràng buộc với Đế chế La Mã Thần thánh vùng Havolane từ Brandenburg an der Havel đến Spandau. Biên giới tranh chấp phía Đông tiếp tục giữa Hevelli và Sprewane, được công nhận là đường Havel-Nuthe. Vương công Jaxa xứ Köpenick (Jaxa de Copnic) của Sprewane sống ở Köpenick phía đông của đường phân chia.